# Mitridatismo

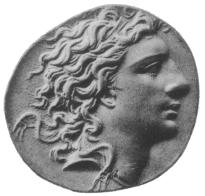
Mitrídates VI, Rey de Ponto, representado en una moneda

Mitridatismo es la práctica de la protección de uno mismo contra un veneno autoadministrándose poco a poco cantidades de veneno no letales. La palabra deriva de Mitrídates VI, Rey de Ponto, al temer ser envenenado ingiere con regularidad pequeñas dosis, con el objetivo de desarrollar la inmunidad a este veneno. Después de haber sido derrotado por Pompeyo, la leyenda dice que Mitrídates trató de cometer un suicidio utilizando veneno, pero a causa de su inmunidad tuvo que recurrir a un mercenario para hacerse atravesar con su espada.
En general, no existe un propósito práctico o favorable de la relación costo/beneficio para el desempeño del mitridatismo excepto para gente como empleados de zoológico, investigadores y artistas de circo que están en estrecha colaboración con animales venenosos. La mitridatización ha sido ensayada con éxito en Australia y Brasil y hasta se ha logrado la inmunidad total incluso a múltiples mordeduras de cobras y víboras de hoyo muy venenosas. Comenzando en 1950, Bill Haast satisfactoriamente se inmunizó a los venenos de serpientes venenosas.

## Como una metáfora
El Mitridatismo también puede ser usado metafóricamente con una connotación negativa. Se puede decir que alguien ha desarrollado Mitridatismo cuando aquella persona es indiferente hacia un fenómeno negativo social debido a una exposición muy frecuente a tal fenómeno. Por ejemplo un ciudadano de San Francisco, una ciudad con una población muy grande, puede hacerse indiferente a la necesidad de falta de un hogar.

## En ficción
El mitridatismo ha sido usado como parte del argumento en novelas, películas, y programas de televisión incluyendo, entre otros, la novela de Alexandre Dumas, "El conde de Montecristo"; la película de Yoshiaki Kawajiri, "Ninja Scroll"; de Dorothy L. Sayers,"Strong Poison"; de Agatha Christie, "El misterioso caso de Styles", William Goldman con la película "La princesa prometida", en la película "Riddick", también se hizo alusión al mitridatismo en la película de 2021 "Kingsman la primera mision" con el intento de envenenar a Rasputin con Cianuro, librandose este de la muerte por consumir este veneno habitualmente.

## En poesía
Alfred Edward Housman en "Terence, this is stupid stuff" (al principio publicado en "A Shropshire Lad ") invoca al mitridatismo como una metáfora para la ventaja que la poesía sería atraer al lector. La sección final es una interpretación poética de la leyenda Mitrídates.